# SN 1999S
SN 1999S – supernowa typu Ia odkryta 14 stycznia 1999 roku w galaktyce A092808-0458. W momencie odkrycia miała maksymalną jasność 23,80m.